# Lista wulkanów tarczowych
Ta lista wulkanów zawiera aktywne, nieaktywne i wygasłe wulkany tarczowe.

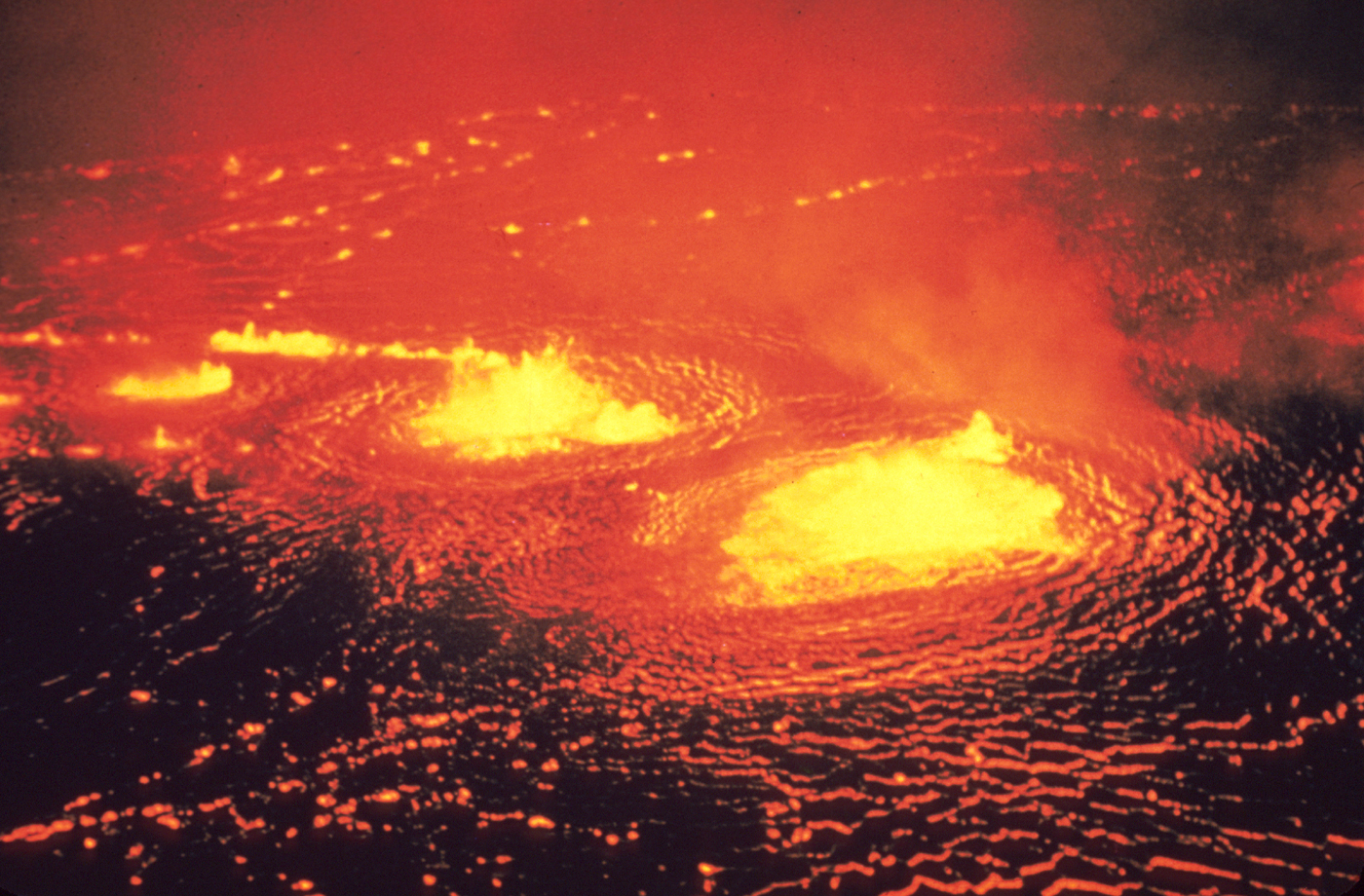
Erupcja wulkanu Kīlauea w 1954 roku

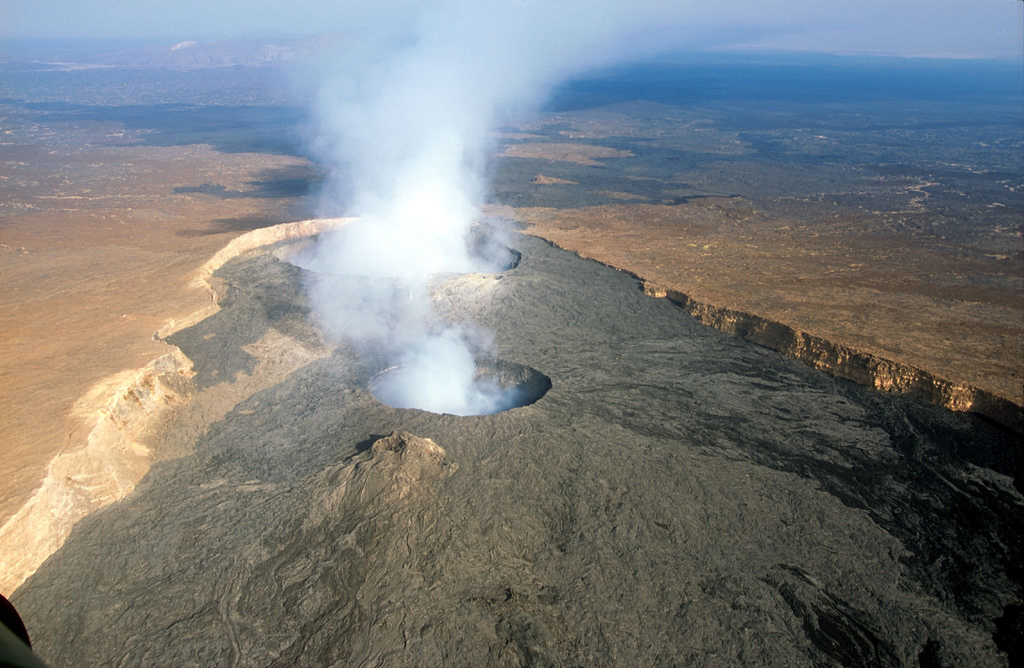
Erta Ale.

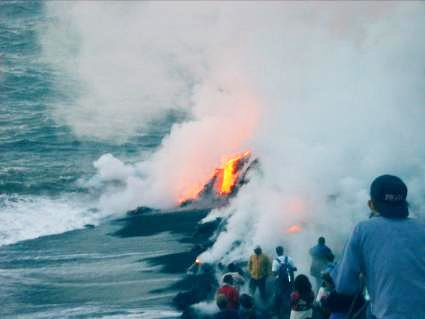
Sierpień 2004, wybrzeże Oceanu Indyjskiego. Erupcja wulkanu Piton de la Fournaise

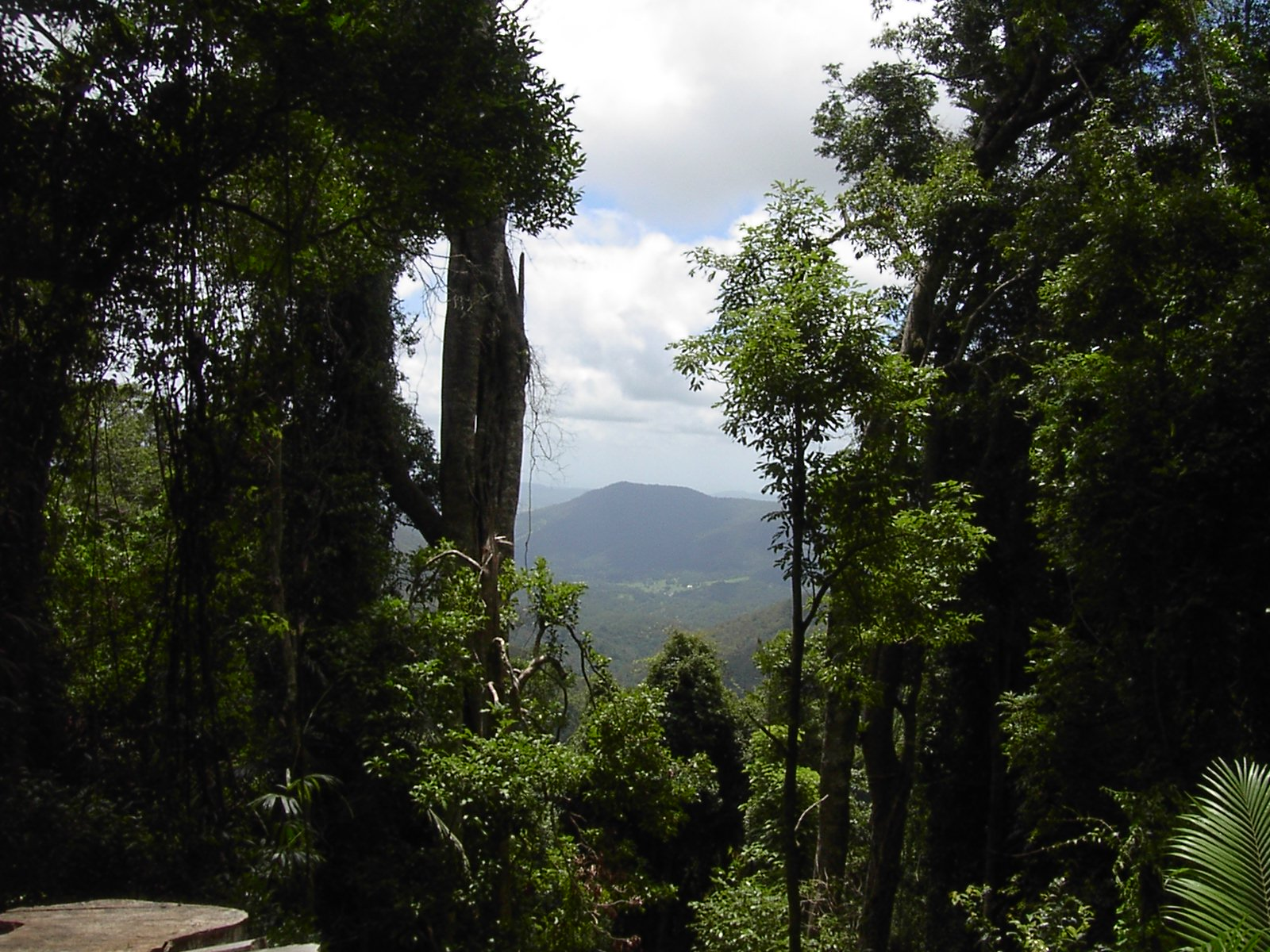
W drodze na szczyt wulkanu Mount Warning.

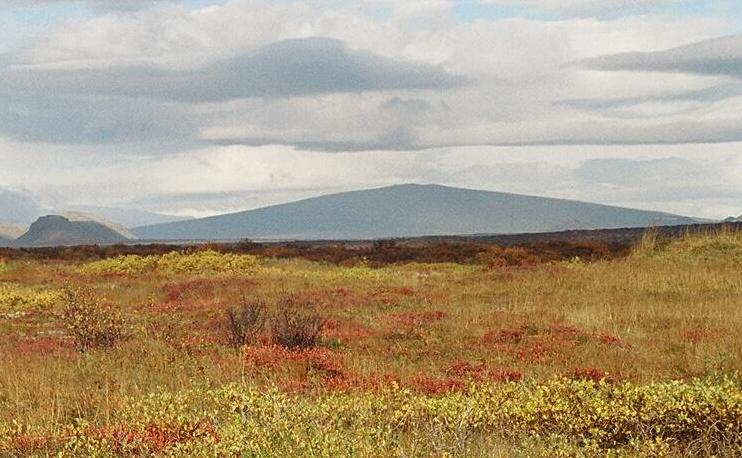
Skjaldbreiður widziany z równiny Þingvellir

## Aktywne

### Kanada
- Płaskowyż lawowy kompleksu wulkanicznego Mount Edziza[1] (Kolumbia Brytyjska)

### Ekwador
- Alcedo Volcano, Wyspy Galapagos
- La Cumbre, Wyspy Galapagos
- Sierra Negra, Wyspy Galapagos
- Cerro Azul, Wyspy Galapagos
- Fernandina, Wyspy Galapagos

### Stany Zjednoczone
- Kīlauea (Hawaje)
- Góra Wrangla (Alaska)
- Mauna Loa (Hawaje)

### Inne
- Barrier[2] (Kenia)
- Dolna część masywu Erebus (Dependencja Rossa, Antarktyda)
- Erta Ale[3] (Etiopia)
- Dolna część masywu Etna (Sycylia, Włochy)
- Kartala[4] (Komory)
- Namarunu[5] (Kenia)
- Niuafo’ou (Tonga)
- Mount Nyamuragira[6] (Demokratyczna Republika Konga)
- Piton de la Fournaise (Réunion, Francja)
- Masaya Volcano, Nikaragua

## Uśpione

### Kanada
- Heart Peaks
- Itcha Range[7] (Kolumbia Brytyjska)
- Płaskowyż Level Mountain[8] (Kolumbia Brytyjska)

### Stany Zjednoczone
- Newberry Volcano środkowy Oregon
- Trzy Siostry (Oregon)
- Indian Heaven (Waszyngton)
- Mauna Kea (Hawaje)
- Hualālai (Hawaje)
- Haleakalā (Maui)
- Medicine Lake Volcano (Kalifornia)
- House Mountain Volcano (Arizona)
- Mauna Loa (Hawaje)

### Kenia
- Mount Marsabit[9]
- Menengai[10]

### Inne
- La Grille[11] (Komory)
- Queen Mary’s Peak[12] (Ocean Atlantycki)
- Wyspa Rangitoto[13] (Nowa Zelandia)
- Santoryn[14] (Grecja)
- São Tomé[15] (Wysypy Świętego Tomasza i Księżyca, Ocean Atlantycki)
- Skjaldbreiður (Islandia)[16]
- Mount Takahe[17] (Ziemia Marii Byrd, Antarktyda)
- Taveuni[18] (Fidżi)
- Karaca Dağ[19] (Turcja)

## Wygasłe

### Antarktyda
- Mount Andrus
- Góra Berlina
- Mount Moulton
- Mount Sidley (Marie Byrd Land)
- Terror (Ross Dependency)

### Inne
- Półwysep Banksa (Christchurch, Nowa Zelandia)
- Bermuda Pedestal (Bermudy, Wielka Brytania)
- Dunedin Volcano (Dunedin, Nowa Zelandia)
- Kohala (Hawaje, Stany Zjednoczone)
- Kookooligit Mountains (Wyspa Świętego Wawrzyńca, Alaska, Stany Zjednoczone)
- Lord Howe (Australia)
- Tweed Volcano, Australia
- Piton des Neiges (Réunion, Francja)
- Poike (Wyspa Wielkanocna, Chile)
- Rano Kau (Wyspa Wielkanocna, Chile)
- Terevaka (Wyspa Wielkanocna, Chile)
- Verkhovoy (Kamczatka, Rosja.)
- Ball’s Pyramid w Australii, prawdopodobnie jest to forma wulkaniczna typu Nek

## Inne planety i księżyce

### Mars
- Alba Mons
- Olympus Mons
- Arsia Mons
- Ascraeus Mons
- Pavonis Mons
- Syrtis Major Planum

### Wenus
- Maat Mons
- Theia Mons

### Io
Io, satelita Jowisza, ma kilka wulkanów, które wyrzucają siarkę, między innymi Pele i Tohil Mons.

## Tarcze piroklastyczne

### Boliwia
- Sacabaya
- Tata Sabaya

### Nikaragua
- Apoyeque
- Masaya

### Papua-Nowa Gwinea
- Rabaul, Nowa Brytania

#### Wyspa Bougainville’a
- Billy Mitchell
- Loloru

### Inne
- Emi Kussi, Czad
- Ambrim, Vanuatu
- Purico Complex, Chile